# 스피커 터미널

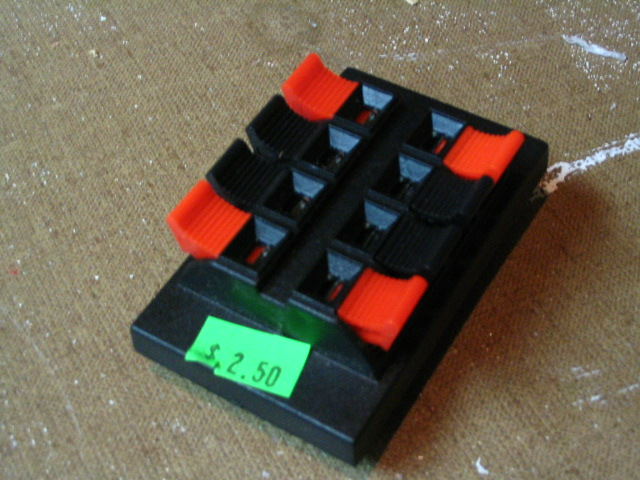
쉬운 푸시형 스피커 그립 커넥터 터미널

스피커 터미널(Speaker terminal)은 전기 단자의 한 종류로, 흔히 스피커와 오디오 파워 앰프를 상호 연결하는 데 사용된다.
이 터미널은 한 쌍으로 사용되며, 스피커 케이블의 두 선이 각각 한 쌍의 터미널 중 하나에 연결된다. 스피커 연결은 극성을 띠므로, 일반적으로 터미널은 색상으로 구분되어 있어 양극선은 빨간색 터미널에, 음극선은 검은색 터미널에 연결된다.
터미널은 레버를 누르면 열리고 놓으면 삽입된 도체를 단단히 잡는 스프링 장착 금속 집게로 구성된다. 이 터미널은 와이어 끝에 특별한 커넥터를 적용할 필요가 없기 때문에 인기가 있다. 대신, 와이어는 단순히 끝부분의 절연체가 벗겨져 터미널에 삽입된다. 이 터미널은 다양한 와이어 게이지는 물론 단심선 또는 연선과 함께 사용할 수 있다.
DIY 프로젝트에서는 때때로 스피커 터미널을 다른 애플리케이션에서 피복이 벗겨진 와이어 리드와 함께 재사용하기도 한다.

## 같이 보기
- 바나나 단자
- 바인딩 포스트